# Campionato italiano di hockey su ghiaccio 1941
Il Campionato italiano di hockey su ghiaccio 1941, 13ª edizione del massimo campionato nazionale, si disputò dopo due anni di interruzione nel corso della seconda guerra mondiale. Si iscrissero quattro formazioni: le tre compagini dell'AMDG Milano e la neonata formazione della Juventus, facente parte dell'azienda polisportiva Juventus O.S.A., dopo che in precedenza già Milan e Ambrosiana Inter avevano creato le loro squadre di hockey su ghiaccio.
La prima squadra dell'AMDG Milano si qualificò direttamente per la finale. Le altre due squadre milanesi si sfidano fra loro per decidere chi dovesse incontrare la Juventus. Tutti gli incontri vengono disputati a Milano. Il titolo fu vinto per la seconda volta dall'AMDG Milano.

## Serie A

### Formazioni
- AMDG Milano
- AMDG Milano II
- AMDG Milano III
- DG Juventus

### Eliminatorie
| Arbitro: | Aldo Federici |

|                                  |           |       |
| Timpano Bontemps , Levi Guffanti | Marcatori | Gerli |

| Arbitro: | Talamona |

|                                               |           |          |
| Mazza (a.g.) Guffanti Timpano , Bontemps Levi | Marcatori | , Cesana |

### Finale
| Arbitro: | Talamona |

|                                                                   |           |  |
| Federici 5x Innocenti 2x Trovati 3x Bestagini 2x Rossi 2x Mazzeri | Marcatori |  |

### Formazione vincitrice
| AMDG Milano 2º titolo | Luigi Bestagini, Egidio Bruciamonti , Carlo De Mazzeri, Ignazio Dionisi, Aldo Federici, Ferdinando Giordani, Dino Innocenti, Franco Rossi, Decio Trovati, Giannantonio Zopegni. |